# Celsjan

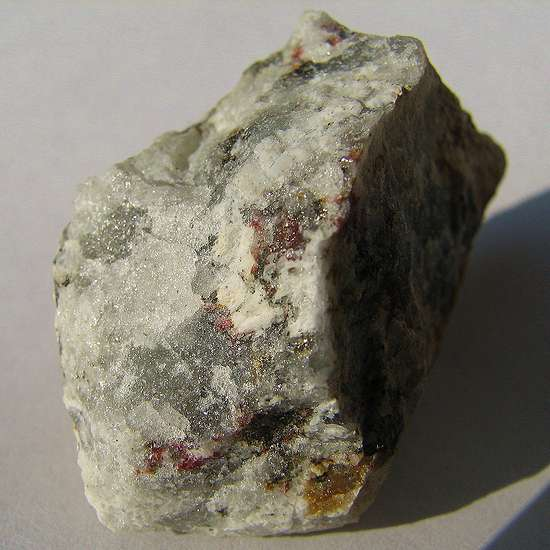
Skała pokryta kryształem celsjanu

Celsjan (skaleń barowy) – minerał z gromady krzemianów zaliczany do skaleni alkalicznych. Należy do minerałów bardzo rzadkich.
Nazwa minerału pochodzi od nazwiska szwedzkiego astronoma i przyrodnika Andersa Celsjusza.

## Charakterystyka

### Właściwości
Zazwyczaj występuje w formie skupień zbitych i płytkowych. Niekiedy tworzy niewielkie, słupkowe lub tabliczkowe kryształy (często zbliźniaczone) podobne do sanidynu, ortoklazu, adularu. Minerał kruchy.

### Występowanie
Bywa znajdowany w skałach przeobrażonych. Sporadycznie jest spotykany w skałach wulkanicznych oraz w druzach wśród dolomitów. Często towarzyszy złożom rud manganu.
Miejsca występowania: Szwecja – Jakobsberg, Szwajcaria, Włochy, Namibia, USA RPA, Japonia, Australia.

### Zastosowanie
- Ma znaczenie naukowe
- Ma znaczenie kolekcjonerskie.